# Katerina Týcová
Katerina Týcová, née le 16 mai 1999 à Munich, est une joueuse de squash représentant l'Allemagne. Elle atteint en mai 2023 la 90e place mondiale sur le circuit international, son meilleur classement. c'est la fille du footballeur international Roman Týce.

## Biographie
Katerina Týcová, qui a commencé le squash à l'âge de sept ans, représente l'Allemagne au niveau junior lors des championnats du monde et d'Europe. Depuis mars 2021, Katerina Týcová joue sur le PSA World Tour, où elle a remporté un titre jusqu'à présent. Elle a atteint son meilleur classement mondial en avril 2022, à la 98e place, et a été vice-championne d'Allemagne chez les seniors en 2022, après une défaite en finale contre Saskia Beinhard. Avec l'équipe nationale allemande, elle participe la même année aux championnats d'Europe à Eindhoven et représente également l'Allemagne aux Jeux mondiaux à Birmingham, où elle a atteint directement les quarts de finale.
Depuis janvier 2022, elle est membre du groupe de promotion du sport de la Bundeswehr en tant que soldat sportif. Son père est l'ancien footballeur tchèque Roman Týce, c'est pourquoi elle a également participé aux championnats tchèques en 2020 en raison de son ascendance.

## Palmarès

### Finales
- Championnats d'Allemagne : 2022